# 汽車道

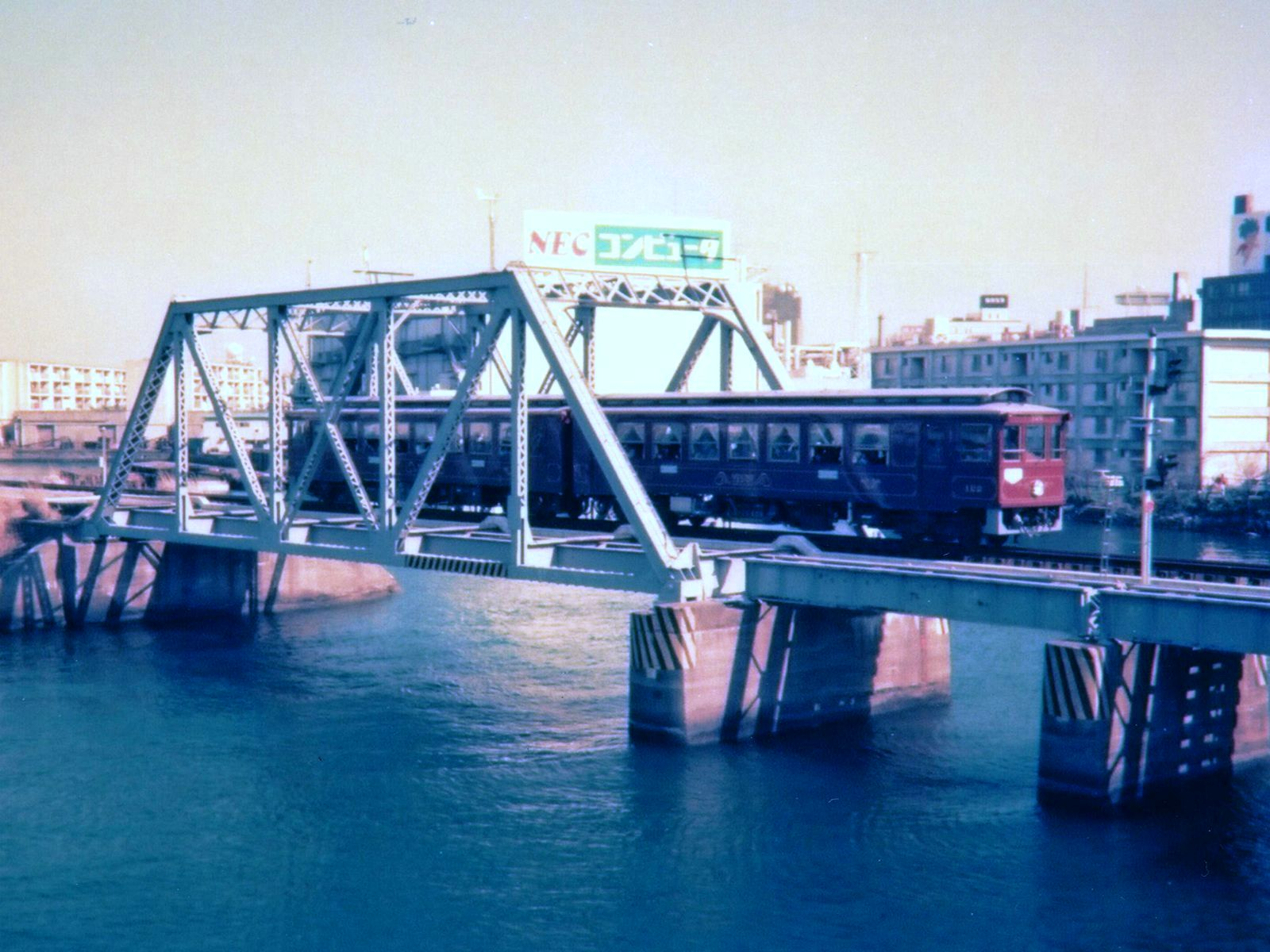
橫濱博覧會期間使用的列車

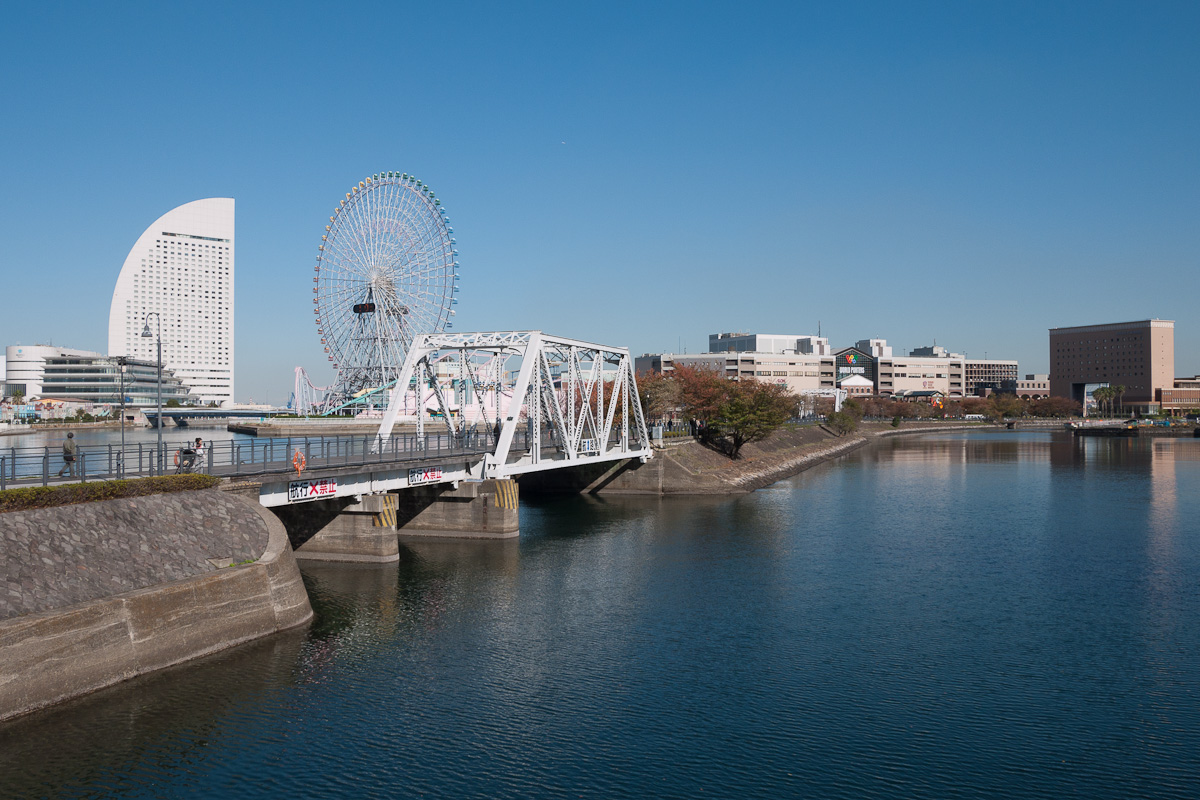
汽車道與港1號橋梁

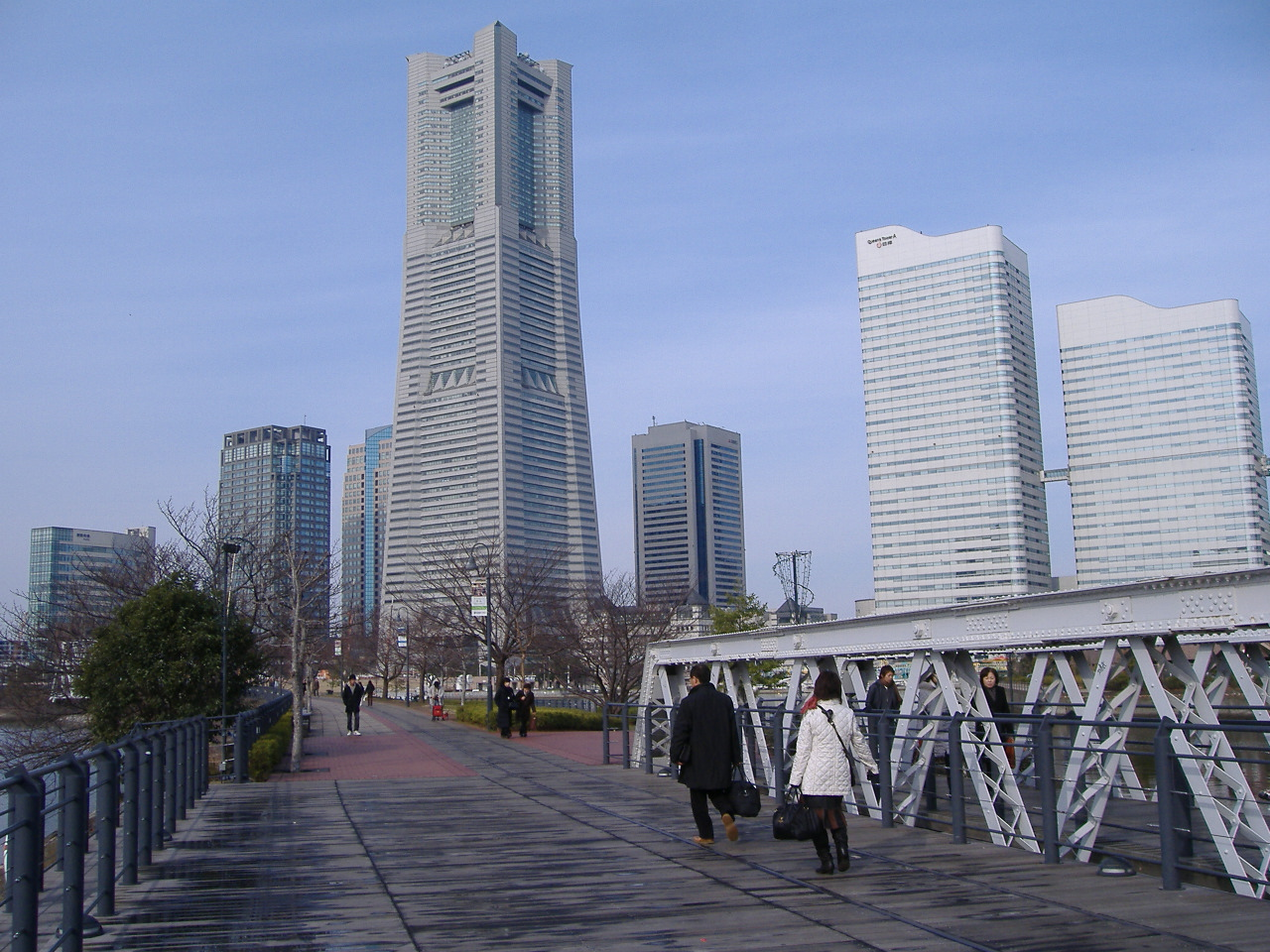
新港地區側所見景色（右端為港3號橋梁）

汽車道（日语：／、英文：Kishamichi Promenade）位於日本神奈川縣橫濱市，是利用櫻木町站前至新港地區的鐵道廢線所整備的步道。1997年啟用，是屬於港灣環境整備設施（港灣綠地），也是2002年設定的散步路線「開港之道」起點。有部分在港未來地區（17街區）的運河公園內。

## 概要
汽車道原先名為Wiener Promenade，1996年（平成8年）舉行名稱公募後改為現名。汽車道使用的是1911年（明治44年）開通的舊橫濱站與新港埠頭之間的臨港線（通稱稅關線）廢線跡，部分區段還可見到軌條。
這條臨港線最初是用來運輸貨物，中途經過新港埠頭內的橫濱港貨物所（之後的橫濱港站），最後連結至橫濱稅關內的貨物所。1920年（大正9年）起，本條路線開始在舊金山航路出航日運行客運列車。戰後美軍曾暫時接收，1952年（昭和27年）返還後持續辦理客運業務至1961年（昭和35年）冰川丸最後一次航行為止。
之後，這條貨物支線在1986年（昭和61年）廢除。1989年（平成元年）舉行橫濱博覧會時，主辦單位開設從會場入口櫻木町站附近（稱為日本丸站）至山下公園冰川丸附近（稱為山下公園站）的客運列車（柴聯車），博覧會結束後再次廢除。1997年（平成9年），橫濱市整備為汽車道。
汽車道有三座橋梁連結日本丸側與新港地區兩座人工島。這些橋樑皆是由開通當時所架設的美製與英製桁架橋改建而成。

## 橋梁
汽車道上的橋樑稱為港1號橋梁〜港3號橋梁，現為橫濱市認定歷史的建造物。

### 港1號橋梁
1907年（明治40年）與港2號橋梁一起由美國橋梁公司所製作的桁架橋。1909年（明治42年）由鐵道院架設。港1號橋梁由兩個30英尺板樑橋和一個100英尺桁架橋組成。橋寬與複線相當。2012年（平成24年）10月24日至2013年（平成25年）3月15日進行補修工程。
概要
構造概要：鋼桁架橋
設計者：鐵道院
製作者：美國橋梁公司

### 港2號橋梁
100英尺的複線桁架橋。與港1號橋梁於同年製作。
概要
構造：鋼桁架橋
設計者：鐵道院
製作者：美國橋梁公司

### 港3號橋梁
原是1906年（明治39年）架設的北海道炭礦鐵道夕張線夕張川橋梁的100英尺桁架橋，1928年（昭和3年）轉用於橫濱生絲檢査所的大岡橋梁。現在將夕張川橋梁桁架橋的一部份移至汽車道保存。此座橋樑為英國製，桁架高度較低。
概要
構造概要：板樑橋（鋼製華倫桁架橋）
設計者：鐵道院
製作者：川崎造船所兵庫分工場

### 圖片

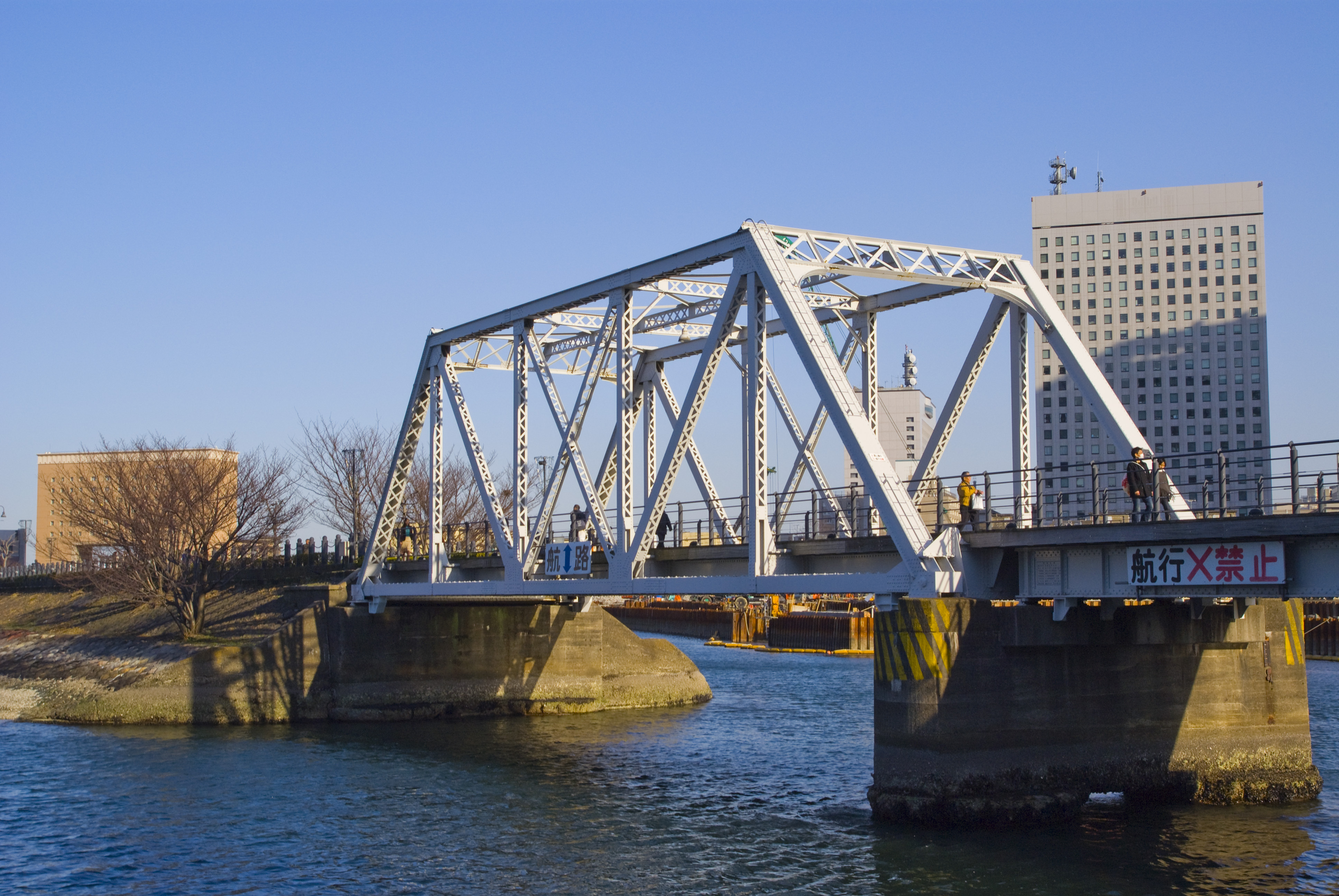
港1號橋梁（2009年3月2日）
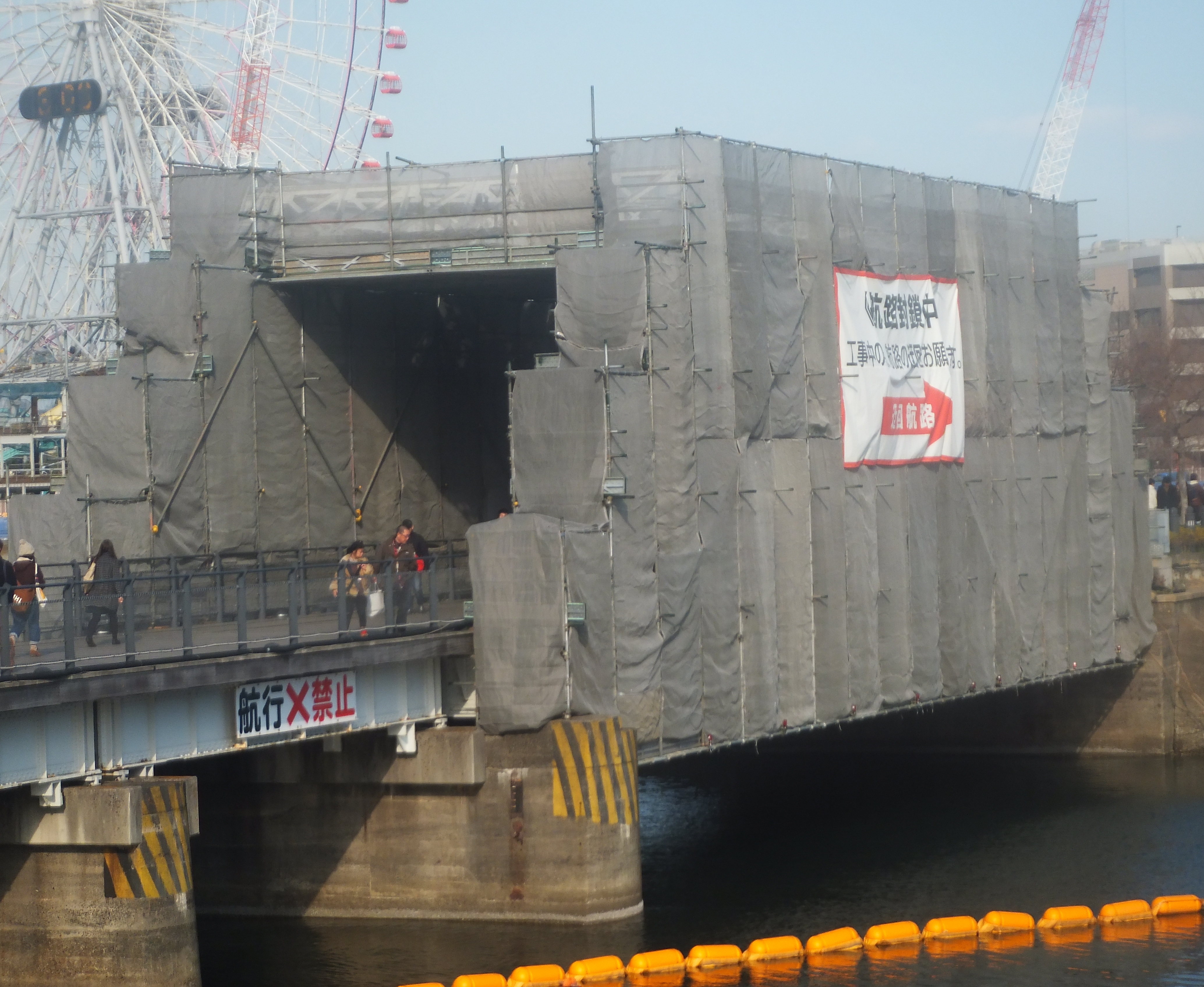
補修工程中的港1號橋梁 (2013年2月23日)
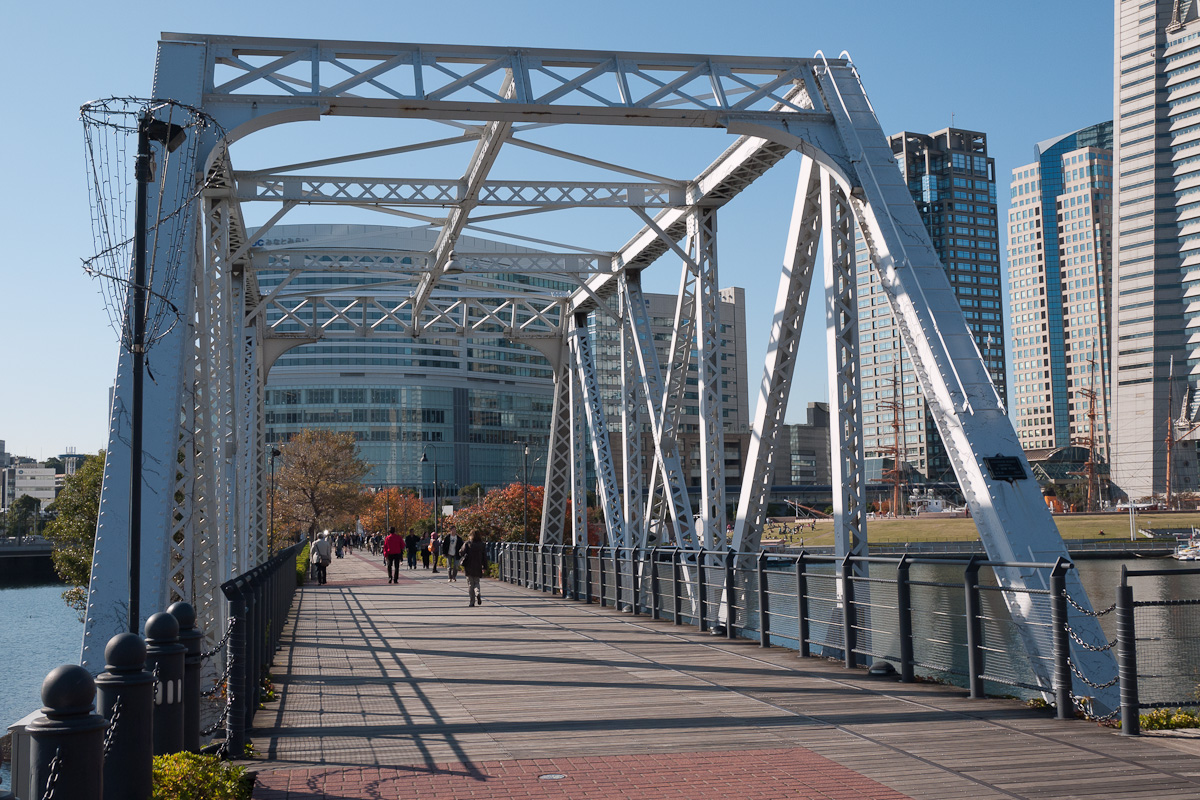
港2號橋梁（2011年11月29日）
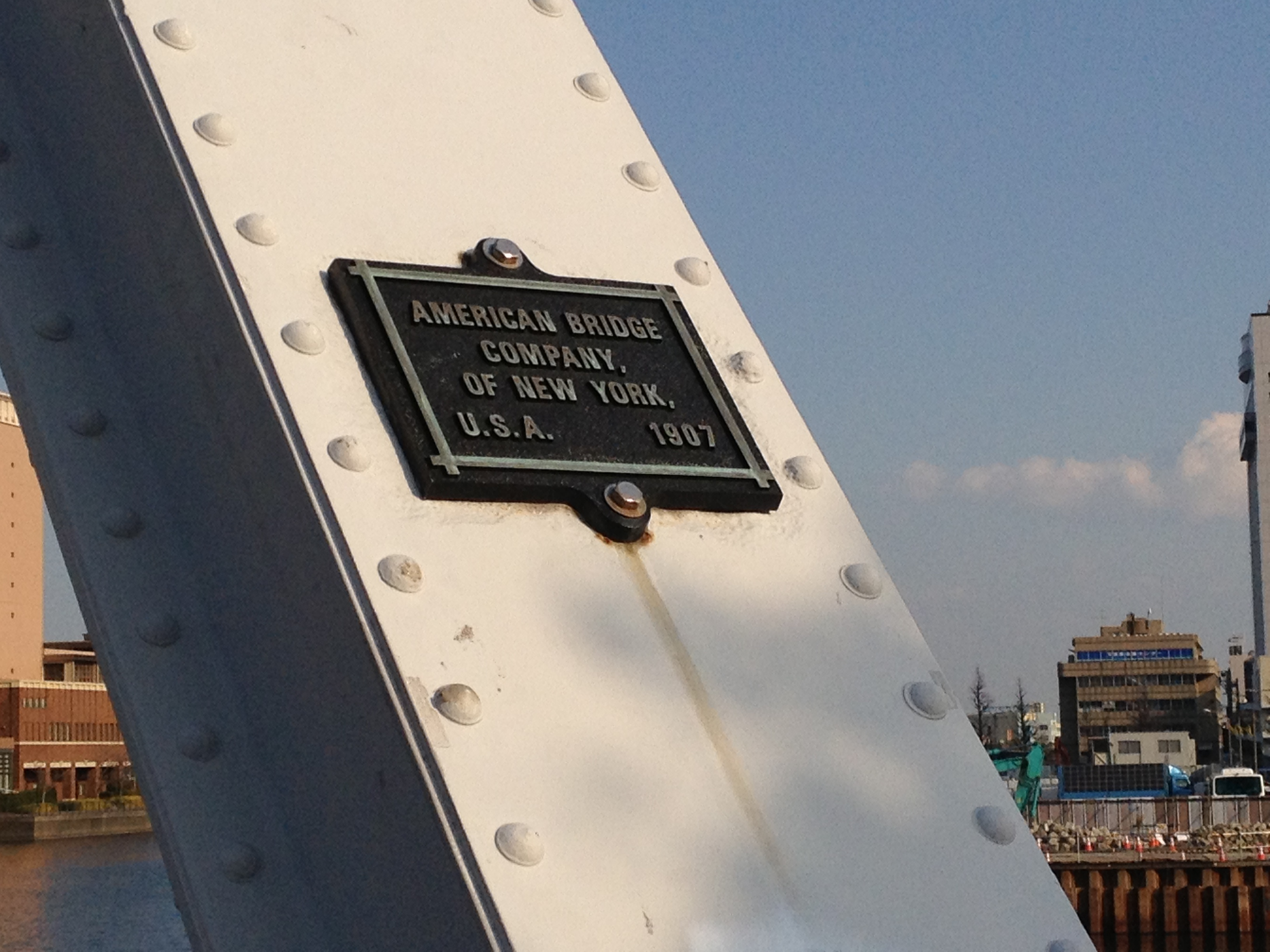
港2號橋梁銘板
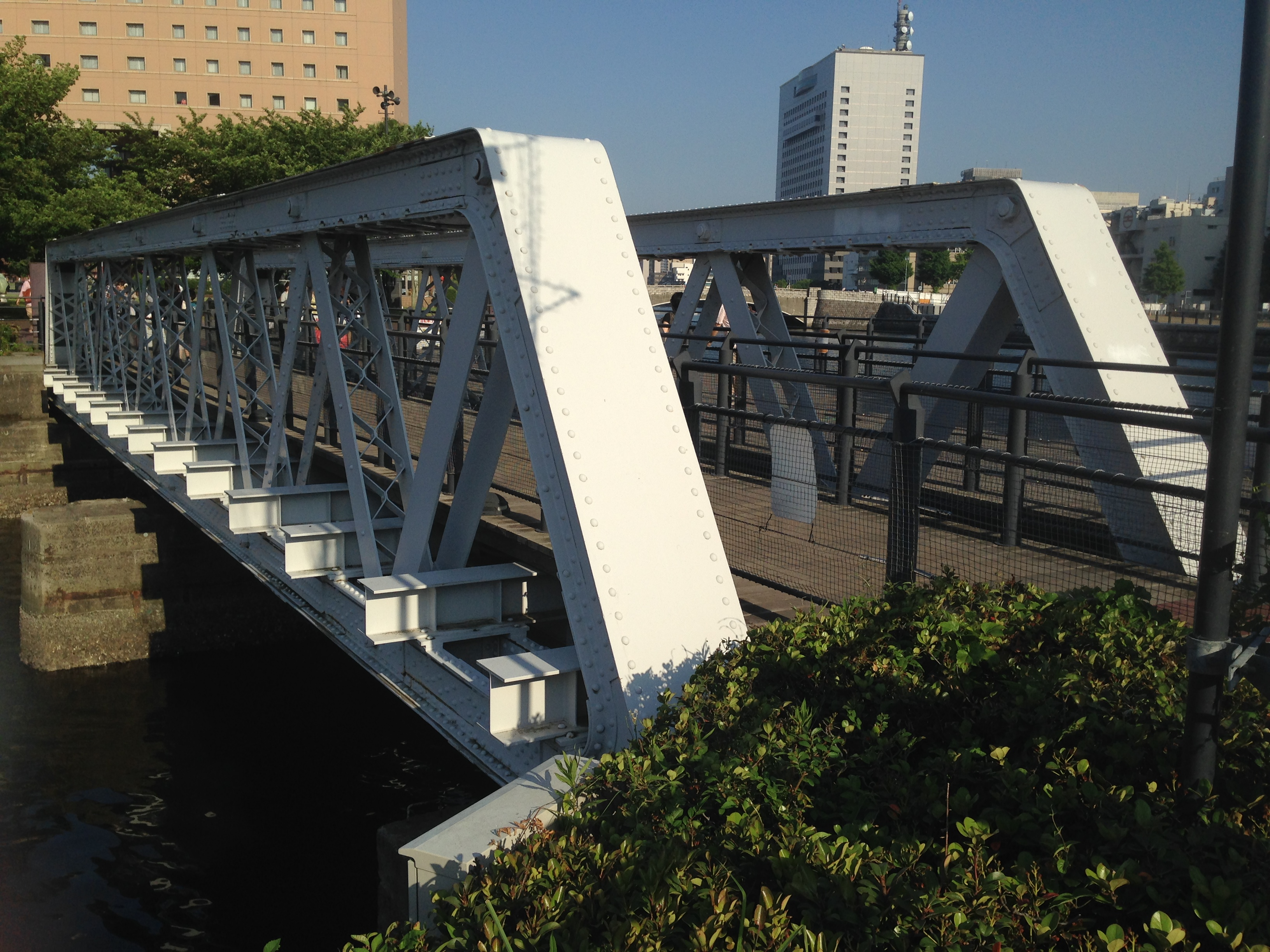
港3號橋梁（2014年6月1日）

## 周邊綠地整備（運河公園）
Navios橫濱西側（橫濱世界之窗前）的港未來地區17街區為運河公園 35°27′10.49″N 139°38′18.48″E / 35.4529139°N 139.6384667°E。汽車道過港3號橋梁後進入運河公園內再穿過Navios橫濱下方往紅磚倉庫方向前進。
運河公園內有日本丸紀念公園與前往象鼻公園、大棧橋方向的水上巴士碼頭。公園南側運河對岸是正在進行再開發的北仲通地區。

### 備註
1. ↑  高島至新港埠頭內的橫濱港信號場（舊橫濱港站），在文書上的旅客營業廢止日為1987年。
2. ↑  橫濱博覧會委員會取得限期的鐵道業者執照。

## 外部連結
- 土木學會設計賞2001：最優秀賞「汽車道」 （页面存档备份，存于）